# نیکول جانسون (دوشیزه آمریکا)
نیکول جانسون (به انگلیسی: Nicole Johnson) (زاده ۹ ژانویه ۱۹۷۴) مدل و ملکه زیبایی اهل آمریکا است.
او در سال ۱۹۹۹ به نمایندگی از ایلینوی برنده دوشیزه آمریکا شد.